# Naftali Temu
Nabiba Naftali Temu (Sotik, 20 de abril de 1945 – Nairóbi, 10 de março de 2003) foi um atleta queniano, vencedor dos 10.000 metros nos Jogos Olímpicos de 1968 na Cidade do México.
Nascido no distrito de Nyamira, Naftali Temu começou a correr aos 14 anos de idade. Após concluir os estudos, incorporou-se ao exército queniano.
Em sua primeira participação em Jogos Olímpicos, em Tóquio 1964, Temu finalizou a maratona na 49ª posição.
Ganhou a medalha de prata nos 5000 metros da edição inaugural dos Jogos Pan-africanos em 1965, prova ganha pelo compatriota Kipchoge Keino. Passou a destacar-se no cenário internacional a partir da conquista da medalha de ouro, com quebra de recorde mundial, nas 6 milhas dos Jogos da Commonwealth de 1966 em Kingston, na Jamaica. Dois dias depois chegou em quarto lugar nas 3 milhas.

## Jogos Olímpicos de 1968
Nas Olimpíadas do México, durante a final dos 10000 metros, apenas o etíope Mamo Wolde conseguiu manter o ritmo de Temu. Wolde passou a liderar a prova até a campainha que indica a última volta, mas Temu conseguiu ultrapassá-lo faltando 50 metros para o final e conquistou a medalha de ouro. Quatro dias depois disputou uma nova final, nos 5000 metros, onde ganhou a medalha de bronze atrás de Mohammed Gammoudi da Tunísia e do compatriota Kipchoge Keino. Disputou ainda a maratona onde travou uma nova batalha com Mamo Wolde, mas os dois perderam fôlego a partir do trigésimo quilômetro e, esgotado, Temu concluiu a prova apenas na 19º colocação.

## Aposentadoria
Os anos posteriores aos Jogos Olímpicos de 1968 não foram proveitosos a Naftali Temu, que viu sua carreira no atletismo sofrer um declínio. Concluiu em 19ª os 10000 metros dos Jogos da Commonwealth de 1970 em Edimburgo e foi eliminado nas preliminares da mesma prova nos Jogos Olímpicos de 1972 em Munique.
Retirou-se das competições em 1973, onde passou a gerenciar sua fazenda em North Mugirango, presente do então presidente Jomo Kenyatta.
Naftali Temu morreu de câncer de próstata no Hospital Nacional Kenyatta, aos 58 anos de idade.